# Gnamptodon topali
Gnamptodon topali är en stekelart som först beskrevs av Papp 1997.  Gnamptodon topali ingår i släktet Gnamptodon och familjen bracksteklar. Inga underarter finns listade i Catalogue of Life.